# Berner Sandstein

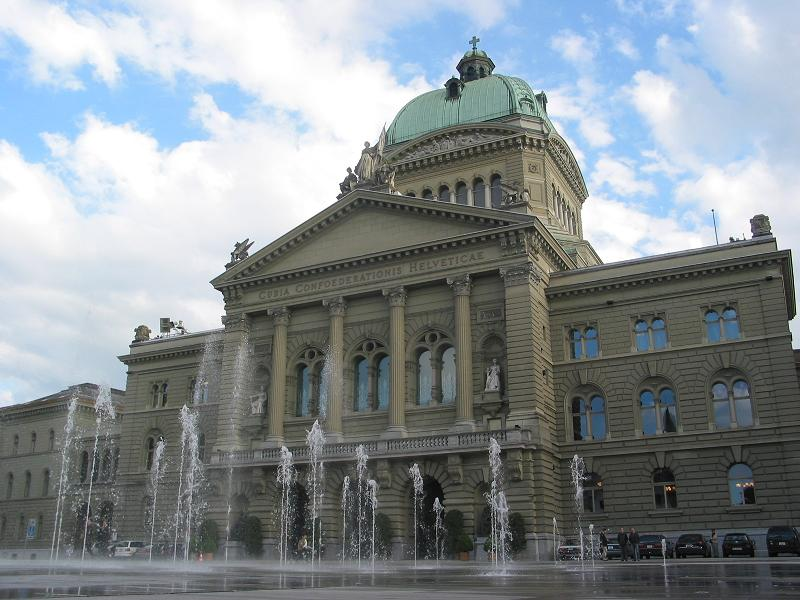
Bundeshaus

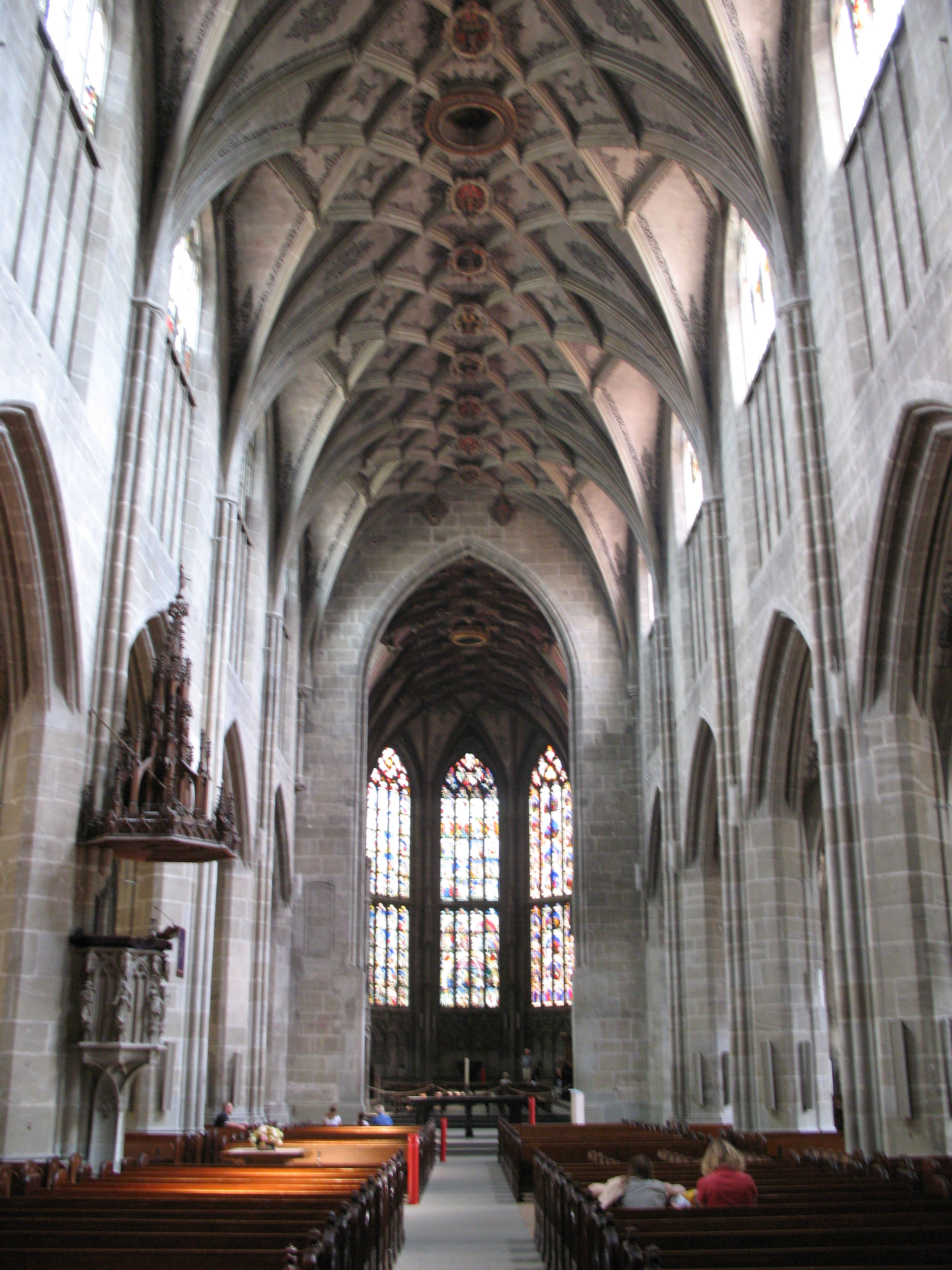
Das Innere des Berner Münsters

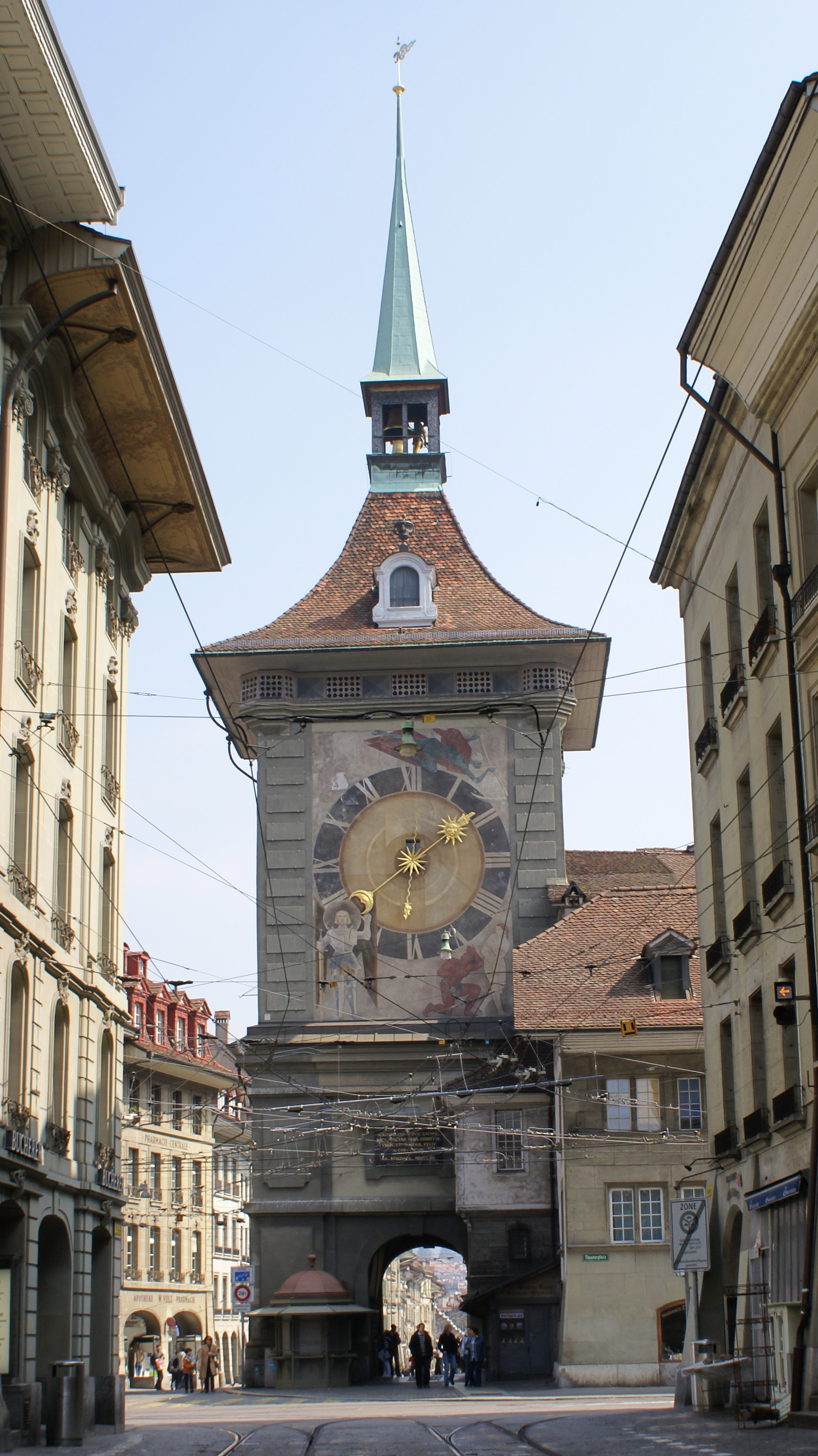
Zytglogge

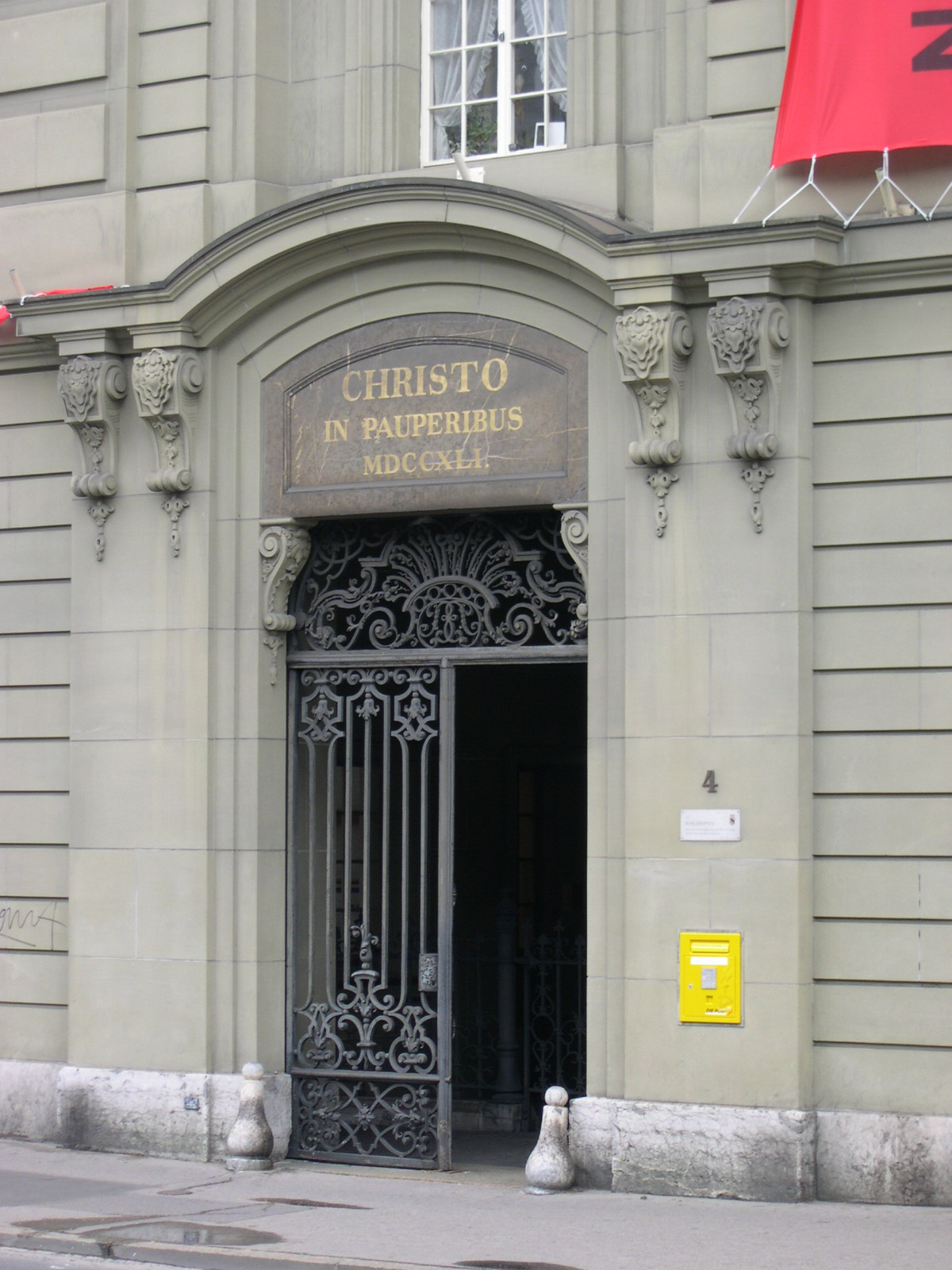
Hauptportal des Burgerspitals Bern

Der Berner Sandstein ist ein Sedimentgestein, das in der Schweiz, im Raum Bern und vor allem in der Berner Altstadt an zahlreichen Bauwerken verwendet wurde. Er hat grosse kulturhistorische Bedeutung für die Schweiz. Das Gestein entstand im Miozän vor 25 Mio. Jahren in der Molasse des Erosionsschuttes der Alpen in einem Flachmeer.

## Gesteinsbeschreibung und Mineralbestand
Dieser Sandstein ist je nach Abbaustelle ein graues Gestein mit Farbtendenzen nach olivgrün oder blaugrün und gelb. Die unterschiedlichen Grüntöne des Gesteins hängen vom Grad der Oxidation des Minerals Glaukonit ab. An diesem Sandstein sind Sedimentstrukturen wie Kreuzschichtungen und Rippelmarken erkennbar, die insbesondere bei Verwitterungsvorgängen deutlich hervortreten.
Der Durchmesser der Quarzkörner liegt überwiegend bei 0,1 bis 0,4 Millimetern und vereinzelt durchaus grösser. Dieser Sandstein besteht aus 55 bis 65 Prozent Quarz, 20 bis 25 Prozent Feldspat, 20 bis 25 Prozent Gesteinsbruchstücken und aus 2 bis 4 Prozent weiteren Schwermineralen.

## Verwendung
Berner Sandstein zählt aus technischer Sicht zu den Weichgesteinen. Er ist wegen seiner geringen Kornbindung „weich“ und dadurch relativ leicht mit Steinmetz- und Steinbildhauerwerkzeugen zu bearbeiten. Aufgrund dieser Gegebenheit fand er häufig als Baustein Verwendung und wird bis zum heutigen Tage von Steinbildhauern für Skulpturen verwendet. Die Berner Altstadt, die nach dem grossen Brand von 1405 stark zerstört war, wurde mit diesem Naturstein, um die Brandgefahr zu minimieren, wieder aufgebaut. Das Kornhaus, die Heilig-Geist-Kirche, die Zytglogge und das Burgerspital in Bern bestehen beispielsweise aus diesem heimischen graugrünen Naturstein. Das gesamte Ensemble aus Naturstein der Berner Altstadt ist Bestandteil des UNESCO-Weltkulturerbes.
Das repräsentativste Bauwerk mit einer Fassade aus diesem Werkstein ist das Bundeshaus. Obwohl der Architekt Hans Wilhelm Auer den Einsatz dieses Sandsteins wegen seiner gesteinsphysikalischen Eigenschaften kritisch sah, bemühte er sich darum, dass eine sorgfältige Auswahl getroffen wurde. Gezielt setzte man nach seinen Vorgaben Lieferungen danach ein, dass sie mit ihren eigenen Farbtönen eine bewusste Farbwirkung im Gesamtbild der Fassade eine gestalterische Wirkung entfalten konnten. Das Quadermauerwerk oberhalb des Sockels an der Nordfassade besteht aus dem Harnischhuter Sandstein (grau), an der Südseite der Ostermundiger Sandstein (grau) in Höfen und an Galerien der Stockernstein (gelb). Für Simse, Balustraden und Säulenkapitelle sowie -basen fanden andere Schweizer Gesteine Verwendung, weil sie der Witterung besser widerstehen. Dadurch ergaben sich in der überwiegend grau wirkenden Fassade des Bundeshauses zusätzliche farbliche Detailwirkungen.
Ab der Mitte des 19. Jahrhunderts wurden zahlreiche Bauwerke aus Berner Sandstein aufgebaut. In der Zeit dieser starken Nachfrage dieses Gesteinsmaterials wurde aus angewitterten und minderwertigen Gesteinslagen abgebaut. Zusätzlich kam die geringe Verwitterungsresistenz des Berner Sandsteins hinzu. Deshalb mussten zahlreiche steinerne Fassaden nach kurzer Zeit ersetzt oder ausgebessert werden. Der obere Teil des Turms des Berner Münsters wurde deshalb im 19. Jahrhundert aus dem verwitterungsbeständigeren Obernkirchener Sandstein hergestellt. Heute wird der Berner Sandstein vernehmlich beim Erhalt und Austausch historischer Bausubstanz verwendet.
Verwendet wurde Berner Sandstein vor allem für Massivbauten, als Mauerstein oder für ornamentale bzw. steinbildhauerische Arbeiten. Er wird darüber hinaus für Gartengestaltungen, Aussenfassaden und -bödenbeläge verwendet.

## Vorkommen und Abbau

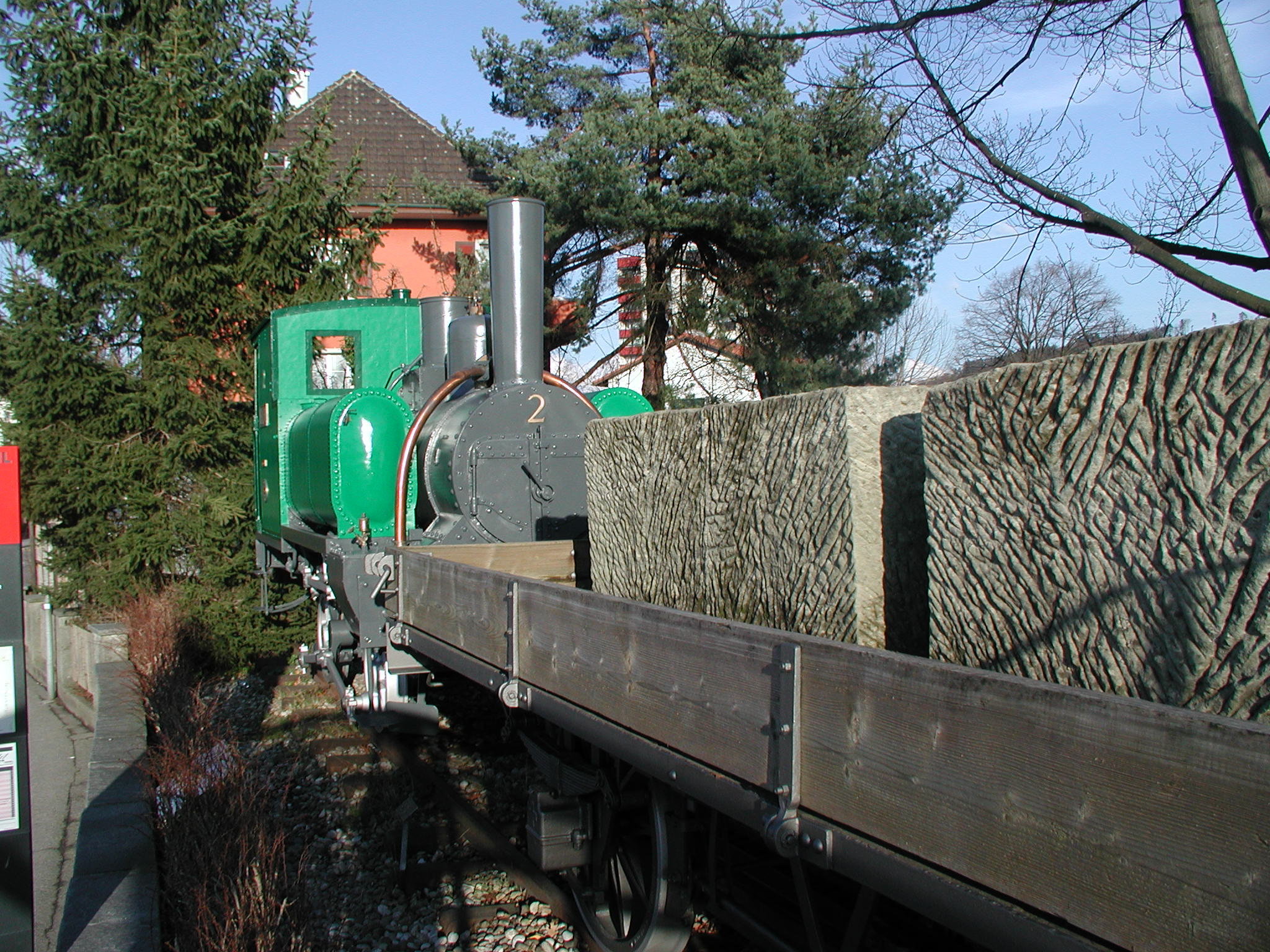
Denkmal mit Lok "Elfe" der Steinbruchbahn Ostermundigen und einem historischen Flachwagen

Als Berner Sandstein wird heute der Sandstein bezeichnet, der in Ostermundigen, Krauchthal und am Gurten abgebaut wird. In Ostermundigen und am Gurten, im Süden von Bern, wird seit dem 15. Jahrhundert dieser Sandstein abgebaut. Am Gurten wird der so genannte blaue Sandstein gebrochen. Die Breite des geologischen Sandsteinstreifens liegt zwischen 5 und 15 Kilometern und er zieht sich von Schaffhausen bis nach Lausanne hin. Seine grösste Mächtigkeit erreicht das Vorkommen um Bern. Das Vorkommen reicht von dort bis in den Westen nach Freiburg.
Ein ursprünglicher Steinbruch in Ostermundigen war in der Mitte des 19. Jahrhunderts der grösste Steinbruch der Schweiz. Vom Werkplatz am Steinbruch zum Bahnhof verkehrte von 1871 bis 1902 eine 1,5 km lange Anschlussbahn, die mit einer Zahnstange System Riggenbach ausgestattet war. Diese Bahn war die zweite Zahnradbahn der Schweiz und eine der ersten Europas. In diesem Ort existiert ein aktiv betriebener Steinbruch, in dem ein blauer und gelber Typ gebrochen wird.
In der Ortschaft Krauchthal gibt es einen Sandstein-Lehrpfad und in der Umgebung befinden sich Höhlen und Unterstände in den Sandsteinwänden. In der so genannten Sandsteinformation „Giraffe“ an der Sandsteinflühe befinden sich in den Fels eingelassene Wohnhäuser, die seit dem 16. Jahrhundert ständig bewohnt sind, die so genannten Fluehüsli.
Der moderne Gesteinsabbau in den Steinbrüchen erfolgt mit Seilsägen, die aus den Steinbruchwänden Rohblöcke mit diamantbesetzten Seilen oder mit Schrämmaschinen heraussägen. In Krauchthal wird Berner Sandstein unterhalb der Bodenoberfläche senkrecht in die Tiefe gehend abgebaut.
Vom Berner Sandstein, der seit etwa 800 Jahren gewonnen wird, wurden rund 1,5 Millionen Kubikmeter gewonnen.